# Stabbursdalen nationalpark
70°00′N 24°23′Ø / 70.000°N 24.383°Ø
Stabbursdalen nationalpark er en nationalpark som ligger langs Stabburselven i et varieret skov-, flod- og viddeområde i Stabbursdalen i Troms og Finnmark fylke i Norge. Parken blev oprettet i 1970, for at bevare et stort naturområde nærmest fri for tekniske indgreb, for at sikre biologisk mangfoldighed med økosystemer, arter og bestande. I dette indgår blandt andet at bevare en del af verdens nordligste fyrreskov, en varieret floddal og de karakteristiske Gaissabjerge, samt geologiske forekomster og kulturminder.  Nationalparken dækker, efter en udvidelse i 2002, et område på 747 km2.
Nationalparken ligger i kommunerne Porsanger og Kvalsund, og den grænser op til Stabbursdalen landskapsvernområde. Stabbursnes naturreservat ligger i nærheden.

## Geografi, landskab, geologi
Centralt i nationalparken ligger det højeste fjeld i denne del af Finnmark, Čohkarášša der er 1.139 moh. Der ligger også fire andre af fylkets 25 højeste bjerge i eller på grænsen af parken. Disse indgår i fjeldgruppen Gaissene som har karakteristiske runde bjergformationer.
Nationalparken har en meget interessant kvartærgeologi som viser indlandsisens bevægelser og arbejde under sidste istid. Stabburselven blev i sin tid skabt af smeltevand fra isbræer fra sidste istid. Den nedre del af dalen er et plateau som ligger 60 – 70 moh. Under nedsmeltningen af indlandsisen over Skandinavien blev store masser af sand og grus forflyttet med floder af smeltevand. Efter istiden lå landet meget lavere, og gennem nogle tusind år har det igen hævet sig så der bliver et sådant karakteristisk plateau.
Stabburselven løber gennem Stabbursdalen; den er godt 60 km lang og få større flodsystemer i Norge har et så uberørt præg som denne. Floden har atlanterhavslaks, fjeldørred, havørred, brun ørred og gedde, og den er kendt for sine mange fiskepladser. Indenfor fyrreskoven snævrer dalen sig sammen til et kløft med vandfald. Her er der mange stryg og store blankskurede overløb fra den gang floden modtog smeltevand fra hele indre Finnmark.

## Flora og fauna
Nationalparken har verdens nordligste fyrreskov og blev først og fremmest oprettet for at tage vare på denne , områdets øvrige flora, og mange af Finnmarks karakteristiske landskabsformer: karrige højfjeld (Gaissa), åbne vidder, trange floddale, fjeldbirkeskov og fyrremoser.
Fyrren bredte sig over store områder for 7500-5000 år siden, i overgangen mellem ældre og yngre stenalder. Det kom som et resultat av bl.a. en klimaforandring. Den årlige gennemsnitstemperatur øgede med 2 – 3˚C. Omkring 450 f.Kr. sank temperaturen til omtrent dagens niveau, og skoven trak sig igen tilbage. Efterhånden var den kun at finde i de indre dele af fylket og inderst i Altafjorden og Porsangerfjorden. At skoven blev tilbage i Stabbursdalen, kan nok forklares med dalstrøgets topografi. Porsangerfjorden ligger ret nord – syd, og Stabbursdalen næsten vinkelret på, skærmet mod den kolde vind fra havet af bjerge i nord. Skoven ligger omkring et vådområde, Lompola, hvor floden er stilleflydende og danner en serie af krogede søer. De frodige vådområder står i stærk kontrast til de ellers karrige fjeldområder omkring.
Området har et rigt fugleliv, blandt andet yngler Hvinand og Stor skallesluger. Kvækerfinken er typisk, ligesom Dværgværling som har sin hovedudbredelse i Sibirien. Fiskeørn og dværgfalk er almindelige, og verdens nordligste bestand af Tjur findes i parken. Elg, tamren og jærv er almindelige. Stabbursdalen er nordligste leveområde for flere dyre- og fuglearter.

## Kulturminder
Fangstgrave er spor efter ældre tiders vildrenfangst, som i 1600-tallet blev afløst af tamrendrift. Renen har i dag vår-, sommer- og efterårsgræsning i området. I samernes førkristne religion havde landskabet en central plads i det religiøse liv. Enkelte bjerge, søer og offerstene blev anset som hellige. Stabbursdalen har været en vigtig del af næringsgrundlaget for den kystsamiske befolkning. Her er lange traditioner for jagt og fiskeri. Starbelterne i Lompola blev før i tiden slået til vinterfoder, og tømmer til båd- og husbygning hentede lokalbefolkningen fra Stabbursdalen ved at flåde tømmer ned af Stabburselven. Den forsigtige brug har kun sat små spor i landskabet.

## Forvaltning og brug af området
Stabburselven er en af de 10 vigtigste lakseelve i Finnmark.

## Eksterne kilder og henvisninger
1. ↑  Lovdata.no: Verneforskriften

Litteratur
- Leif Ryvarden. Stabbursdalen, Øvre Pasvik og Øvre Anárjohka. Gyldendal, 2007 (Norges nationalparker; 3) ISBN 978-82-05-37638-0
- Leif Ryvarden, mfl. Øvre Pasvik. Stabbursdalen. Lutherstiftelsens forlag, 1972 (Norges nationalparker; 3).
- J.P. Holte. «Stabbursdalen» I: Den norske turistforenings årbog 1969.

Nettet
- Informationsside om Stabbursdalen nationalpark Arkiveret 6. juni 2011 hos  Wayback Machine hos Direktoratet for naturforvaltning.
- Stabbursnes Naturhus
  - Planter i Stabbursdalen
  - Fugle i Stabbursdalen
- Overnatning ved Stabburselva